# ゴリツィア (小惑星)
ゴリツィア (7675 Gorizia) は小惑星帯の小惑星。イタリア北東部にあるファッラ・ディゾンツォで発見された。
名前の由来となったゴリツィアは、ファッラ・ディゾンツォ村の東北約10km、スロヴェニアとの国境に位置するイタリアの都市である。また、ファッラ・ディゾンツォ村のあるゴリツィア県の県都でもある。
ゴリツィアは長い歴史を持つ町で、その地名がはじめて公文書に記載されたのは西暦1001年のことである。地名の登場1000周年（西暦2001年）を記念して、1999年に小惑星への命名が行われた。